# Ngày Nhân đạo Thế giới
Ngày Nhân đạo Thế giới, viết tắt là WHD (World Humanitarian Day) là ngày 19 tháng Tám.
Ngày Nhân đạo Thế giới là ngày ngày lễ quốc tế dành riêng cho công nhận các nhân viên hỗ trợ nhân đạo và những người đã mất cuộc sống của họ khi làm việc cho nhân đạo. Nó được công nhận tại Đại hội đồng Liên Hợp Quốc năm 2008 trong Nghị quyết A/63/L.49  do Thụy Điển đưa ra.
| “                                              | "Mỗi năm vào Ngày Nhân đạo Thế giới, chúng ta sẽ chú ý hàng triệu thường dân trên khắp thế giới mà cuộc sống của họ đã bị kẹt giữa những xung đột. Vào ngày này, chúng ta cũng dành một chút thời gian để tôn vinh những nhân viên y tế và nhân sự can đảm đã bị tấn công hoặc bị cản trở khi họ cố gắng giúp đỡ những người gặp khó khăn, và vinh danh nhân viên chính phủ, các thành viên của xã hội dân sự và đại diện của các tổ chức quốc tế và các cơ quan, mà cuộc sống của họ bị nguy hiểm, để cung cấp trợ giúp nhân đạo và bảo vệ (người khác). Mặc dù chúng ta đã nỗ lực, thường dân, bao gồm cả nhân viên y tế và nhân đạo, tiếp tục chịu đựng những áp lực của những xung đột dữ dội trên khắp thế giới... | ” |
| — Tổng thư ký LHQ, António Guterres, 19-8-2017 | |   |

## Lịch sử
Ngày Nhân đạo Thế giới tăng cường phối hợp các hỗ trợ khẩn cấp của Liên Hợp Quốc, đánh dấu ngày mà các đại diện đặc biệt sau đó của Tổng thư ký Liên Hợp Quốc tại Iraq Sérgio Vieira de Mello và 21 đồng nghiệp của ông đã thiệt mạng trong các vụ đánh bom trụ sở LHQ ở Baghdad.

## Các chủ đề của các năm
| Năm  | Chủ đề |
| ---- | --- |
| 2019 | |
| 2018 | Nhân đạo - từ nhận thức tới hành động |
| 2017 | «Thường dân không thể là mục tiêu» |
| 2016 | «Một Nhân Loại» |
| 2015 | «Tạo cảm hứng cho tính nhân đạo thế giới» |
| 2014 | «Thế giới cần nhiều hơn...» |
| 2013 | «Thế giới cần nhiều hơn...»,hợp tác với công ty quảng cáo toàn cầu Leo Burnett, chiến dịch kêu gọi biến những lời nói suông thành sự trợ giúp cụ thể cho những người bị ảnh hưởng bởi các cuộc khủng hoảng nhân đạo.                                                                                      |
| 2012 | «Tôi đã ở đây», là về việc ghi dấu của bạn bằng cách làm một điều tốt nào đó, ở đâu đó, cho người khác. Chiến dịch đạt được sự quan tâm xã hội của hơn 1 tỷ người trên thế giới, và được hỗ trợ bởi ca sĩ người Mỹ Beyoncé, người có video âm nhạc cho bài hát "I Was Here" đã được xem hơn 50 triệu lần. |
| 2011 | «Trợ giúp lẫn nhau» |
| 2010 | «Chúng tôi là nhân viên nhân đạo», trọng tâm là công việc thực tế và thành tựu của các nhân sự hoạt động nhân đạo |
| 2009 | Lễ kỷ niệm Ngày Thế giới Nhân đạo lần thứ nhất |